# バットマン (1968年のテレビアニメ)
バットマン（原題：The Adventures of Batman / The Batman/Superman Hour / Batman with Robin the Boy Wonder）とは、DCコミックスが刊行するアメコミ『バットマン』を原作としたアメリカ合衆国のテレビアニメ。CBSでは1968年9月14日から放送され、第17話を以って1969年1月4日に終了した。バットマンとロビンの活躍は、新弱虫クルッパー（New Scooby-doo Movies）とスーパーフレンズ（Super Friends）でも見られ、1977年には本作の続編となる「電光石火バットマン（The New Adventures of Batman）」が製作された。日本では1969年に東京12チャンネル (現：テレビ東京)にて放送された後、1975年4月3日から6月26日にかけて同局にて「まんがバットマン」というタイトルで木曜19時30分 - 19時55分に13本ぐらい放送された。地方局でも1970年代から1990年代まで放送されたことがある。

## ストーリー
怪奇のコウモリ人間ことバットマンの正体は、大富豪の男 ブルース・ウェイン。バットサイン（バット・シグナル）で緊急要請が来たら、相棒のロビン（ディック・グレイソン）とチームを組んで、ジョーカー、ペンギン、とってもつめたいアイスマン（ミスター・フリーズ）、キャット・ウーマンといった悪いやつらの悪事を阻止し、ゴッタム・シティ（ゴッサム・シティ）の平和を守る。

## キャラクター
東京12チャンネル版では「怪鳥人間バットマン」と同じ声優が起用された。
バットマン / ブルース・ウェイン
声 - ラリー・ストーチ、広川太一郎（東京12チャンネル版）
ロビン /　ディック・グレイソン
声 - ケイシー・ケイサム、森功至（東京12チャンネル版）
バット・ガール / バーバラ・ゴードン
声 - ジェーン・ウェッブ、川口由美子（東京12チャンネル版）
アルフレッド
声 - ?、石井敏郎（東京12チャンネル版）
ゴードン警視総監
声 - テッド・ナイト、不明（東京12チャンネル版）
ジョーカー
声 - ラリー・ストーチ、不明（東京12チャンネル版）
リドラー（東京12チャンネル版ではナゾラー）
声 - ?、不明（東京12チャンネル版）
ペンギン
声 - テッド・ナイト、大塚周夫（東京12チャンネル版）
ミスター・フリーズ（東京12チャンネル版ではアイスマン）
声 - テッド・ナイト、不明（東京12チャンネル版）
キャットウーマン（東京12チャンネル版ではミス・キャット）
声 - ジェーン・ウェッブ、不明（東京12チャンネル版）
スーパーマン / クラーク・ケント
声 - ボブ・ヘイスティングス
同名のキャラクターに登場するヒーロー、デイリー・プラネットの記者。
ジミー・オルセン
声 - ジャック・グライムズ
デイリー・プラネットのカメラマン
レックス・ルーサー
声 - ジャクソン・ベック

## エピソード
地上波版を表記する。
| 米国話数 | 日本話数 | 邦題                     | 原題                                      |
| -------- | -------- | ------------------------ | ----------------------------------------- |
| 1        | ?        | ?                        | My Crime Is Your Crime                    |
| 1        | ?        | ?                        | A Bird Out of Hand                        |
| 2        | ?        | ?                        | The Cool, Cruel Mr. Freeze                |
| 2        | ?        | ?                        | The Joke's on Robin                       |
| 3        | ?        | ?                        | How Many Herring in a Wheelbarrow?        |
| 3        | ?        | ?                        | In Again, Out Again Penguin               |
| 4        | ?        | ?                        | The Nine Lives of Batman                  |
| 4        | 4B       | ロビンはスランプ         | Long John Joker                           |
| 5        | 4A       | 狙われたマハラジャルビー | Bubi, Bubi, Who's Got the Ruby?           |
| 5        | ?        | ?                        | 1001 Faces of the Riddler                 |
| 6        | ?        | ?                        | The Big Birthday Caper                    |
| 6        | ?        | ?                        | Two Penguins Too Many                     |
| 7        | ?        | ?                        | Partners in Peril                         |
| 7        | ?        | ?                        | The Underworld Underground Caper          |
| 8        | ?        | ?                        | Hizzoner the Joker                        |
| 8        | ?        | ?                        | Freeze's Frozen Vikings                   |
| 9        | ?        | ?                        | The Crime Computer                        |
| 9        | ?        | ?                        | The Great Scarecrow Scare                 |
| 10       | ?        | ?                        | A Game of Cat and Mouse                   |
| 10       | ?        | ?                        | Beware of Living Dolls                    |
| 11       | ?        | ?                        | Will the Real Robin Please Stand Up       |
| 11       | ?        | ?                        | He Who Swipes the Ice, Goes to the Cooler |
| 12       | ?        | ?                        | Simon the Pieman                          |
| 12       | ?        | ?                        | A Mad, Mad Tea Party                      |
| 13       | ?        | ?                        | From Catwoman with Love                   |
| 13       | ?        | ?                        | Perilous Playthings                       |
| 14       | ?        | ?                        | A Perfidious Pieman Is Simon              |
| 14       | ?        | ?                        | Cool, Cruel Christmas Caper               |
| 15       | ?        | ?                        | The Fiendishly Frigid Fraud               |
| 15       | ?        | ?                        | Enter the Judge                           |
| 16       | ?        | ?                        | The Jigsaw Jeopardy                       |
| 16       | ?        | ?                        | Wrath of the Riddler                      |
| 17       | ?        | ?                        | It Takes Two to Make a Team               |
| 17       | ?        | ?                        | Opera Buffa                               |

## 日本語版スタッフ
- 日本語版製作・配給 - トランスグローバル

## 放送局
| 放送局                             | 放送時期                      | 放送時間                | 備考                                                                     |
| ---------------------------------- | ----------------------------- | ----------------------- | ------------------------------------------------------------------------ |
| 東京12チャンネル（現：テレビ東京） | 1969年 1975年4月3日 - 6月26日 | 不明 木曜 19:30 - 19:55 | 1969年度についてはマンガのくにかは不明。                                 |
| 静岡放送                           | 1971年まで                    | 不明、情報求む          | 後番組：アクアマン                                                       |
| KBS京都                            | 1992年4月10日 - ?             | 夕方                    | バットマンTASが放送されている頃。 本作か「怪鳥人間バットマン」のどれか。 |

## ビデオソフト化
アメリカでは1985年、ワーナー・ホーム・ビデオからVHSが「Super Powers」というタイトルで発売された。このビデオでは、1巻ごとにアクアマン、スーパーボーイ、スーパーマンが活躍するアニメのエピソードを5話収録している。
2008年には、iTunesおよびAmazon Prime Videoでストリーミング配信された。
オーストラリアでは、ワーナー・ホーム・ビデオから第4巻のVHSを1993年に発売。
2014年6月3日、ワーナー・ホーム・ビデオ（DCエンターテインメントを通じてである）が、リージョン1のDVDで全34話のオリジナルのノーカット版を「The Adventures of Batman」を発売（ただしエピソードの順番・組合は異なる）。
2021年9月17日、バットマンの日を記念してラテンアメリカのHBO Maxにて視聴できるようになった。
2022年11月15日、ワーナー・ブラザース・ホームエンターテイメントが、2023年2月28日にブルーレイを2枚ディスクで発売することが発表された。
日本では2022年現在も、配信・販売の予定がない。